# 鶴翼の陣
鶴翼の陣（かくよくのじん）とは陣形のひとつ。自軍の部隊を、敵に対峙して左右に長く広げた隊形に配置する陣形である。単に横一線に並ぶのではなく、左右が敵方向にせりだした形をとるため、ちょうど鶴が翼を広げたような三日月形に見えることから、この名がついた。古より会戦に用いられ、防御に非常に適した陣形である。
主たる戦術的意図は、前進してくる敵軍を翼包囲することにある。兵力差が大きく開いているときや、籠城戦等を考慮したときのために、なるべく兵の損失を出さないために考えられた策。突撃してきた敵軍に対して集中攻撃を加え自軍の被害を抑えることができる。